# Natanael Cano
Natanael Cano, nato Nathanahel Rubén Cano Monge (Hermosillo, 27 marzo 2001), è un cantante messicano.

## Biografia
Nato a Hermosillo, Cano ha iniziato a suonare la chitarra a partire dall'età di 13 anni dopo essere stato ispirato da artisti come Ariel Camacho. Ha intrapreso la propria carriera musicale nel 2018, per poi trovare particolare successo con il secondo album in studio Corridos tumbados, che è entrato nella classifica dei dischi più venduti degli Stati Uniti d'America, dove per aver distribuito oltre 60 000 unità ha ricevuto la certificazione di platino latina dalla Recording Industry Association of America. L'album successivo Mi nuevo yo è stato più fortunato; ne ha infatti vendute 60 000 in più rispetto alla pubblicazione precedente, superando così il livello di doppio platino fissato dall'ente di vendita statunitense.
Ai Premios Juventud 2020 è stato votato vincitore in tutte e tre le categorie per cui era stato candidato. Nel medesimo anno ha iniziato a lavorare per la divisione latina della Warner Music Group, mentre nel 2021 ha dato al via a una tournée che ha attraversato il Messico. La RIAA gli ha assegnato ulteriori ventiquattro dischi di platino di livello latino, equivalenti a 1 440 000 unità di vendita certificate in singoli negli Stati Uniti d'America. Porte exuberante, invece, è stata certificata diamante e oro dalla AMPROFON nel luglio 2022.
Nella sua carriera ha inoltre conseguito un Latin American Music Award e una nomination alla versione latina dei premi musicali di Billboard, nonché una candidatura nell'ambito degli iHeartRadio Music Awards.

## Discografia

### Album in studio
- 2019 – Todo es diferente
- 2019 – Corridos tumbados
- 2019 – Mi nuevo yo
- 2020 – Corridos tumbados, vol. 2
- 2020 – Trap tumbado
- 2020 – Soy el Nata
- 2020 – Nata
- 2020 – Las 3 torres (con Ovi e Junior H)
- 2021 – A mis 20
- 2022 – NataKong
- 2023 – Nata Montana
- 2025 – Porque la demora

### Album dal vivo
- 2025 – Recordando Ariel Camacho

### EP
- 2019 – Mi verdad corridos tumbados
- 2020 – Corazón tumbado

### Singoli
- 2018 – El de los lentes Gucci
- 2018 – Sour Diesel
- 2018 – Platicame de ti
- 2018 – F1
- 2018 – El MB
- 2019 – El de la codeína (con gli Herencia de Patrones e gli Hijos de Garcia)
- 2019 – El drip
- 2019 – El cazador
- 2019 – Soy el diablo
- 2020 – No sé por qué tanto enredo
- 2020 – Así es el morro
- 2020 – El Jr.
- 2020 – Pacas verdes (con Ovi)
- 2020 – Waxesito
- 2020 – Arriba
- 2020 – Me critican
- 2020 – Gracias
- 2020 – Bandolero (con Big Soto e Jambene)
- 2020 – Nubes blancas
- 2020 – Abriendo el camino
- 2020 – Paso en Culiacán (con Junior H)
- 2020 – Corrido tumbado (con MCDavoo, Ovi e Junior H Aleman)
- 2020 – El mini Barbie
- 2020 – Así tocó mi vida (con Adriel Favela)
- 2020 – Feeling Good (con Ovi, Snoop Dogg, Snow Tha Product e CNG)
- 2020 – Billetes (con Play-N-Skillz e Nicky Jam)
- 2021 – Enfermo de riqueza (con Lenny Tavárez e Ovi)
- 2021 – La noche empieza (con Óscar Maydon)
- 2021 – Amor tumbado (con Alejandro Fernández)
- 2021 – Llenas las cuentas (con Dan Sanchez, Justin Morales e Oscar Maydon)
- 2021 – Disfruto lo malo (con Junior H)
- 2021 – Bandidos (con Omy de Oro)
- 2022 – De a de veras (con Codiciado)
- 2022 – Estrellas
- 2022 – Kong 2.0 (con Steve Aoki)
- 2022 – Selfies
- 2022 – Que me importa (con Victor Cibrian)
- 2022 – Y si me miran (con Luis R Conriquez e Gabito Ballesteros)
- 2022 – Killos de amor (con Tokischa)
- 2022 – AMG (con Gabito Ballesteros e Peso Pluma)
- 2022 – Ch y la pizza (con Fuerza Regida)
- 2022 – Morritas
- 2023 – Lavadichi (con Dan Sanchez)
- 2023 – PRC (con Peso Pluma)
- 2023 – Una 45 (con Dan Sanchez)
- 2023 – Como es arriba es abajo (con Dan Sanchez)
- 2023 – Pacas de billetes
- 2023 – O me voy o te vas
- 2023 – Lou Lou (con Gabito Ballesteros)
- 2024 – Adrenalina (con Dan Sanchez)
- 2024 – Proyecto X (con Gabito Ballesteros)
- 2024 – Madonna (con Óscar Maydon)
- 2024 – El boss (con Gabito Ballesteros)
- 2024 – Entre las de 20 (con Bizarrap)
- 2024 – Natanael Cano: Bzrp Music Sessions Vol. 59 (con Bizarrap)
- 2024 – 300 noches (con Belinda)
- 2024 – Ya te olvide
- 2024 – YCQVM (con i Nueva H)
- 2024 – Primo (con Tito Double P)
- 2024 – Giza (con Óscar Maydon)
- 2024 – Amor eterno
- 2024 – Presidente (con Gabito Ballesteros, Neton Vega e Luis R. Conriquez)
- 2024 – Kamikaze (con Uriel Gaxiola, Ganggy e Victor Mendivil)
- 2024 – Amapola (con i Nueva H)
- 2025 – Gallos y caballos (con Grupo Máximo Grado)
- 2025 – Dosis de amor (con Gabito Ballesteros)
- 2025 – Blancanieves
- 2025 – Porque la demora